# Dietrich von Altena-Isenberg
Graf Dietrich von Altena-Isenberg (* um 1215; † 1301, nach anderen Angaben um 1299), ursprünglich Diderik, war der Sohn und Erbfolger von Graf Friedrich von Isenberg.
Er entstammte dem Geschlecht der Grafen von Isenberg. Bereits vor der Hinrichtung seines Vaters am 14. November 1226 wegen der „Mordtat“ an Erzbischof Engelbert von Berg, die vermutlich ein Totschlag nach dem gescheiterten Versuch der Gefangennahme war, wurde die Stammburg Isenburg bei Hattingen geschleift und der umfangreiche Familienbesitz von den Erzbischöfen von Köln und den mit dem Grafenhaus Isenberg eng verwandten Grafen von der Mark eingezogen.
Graf Dietrich wuchs am Hof seines Onkels Herzog Heinrich IV. von Limburg auf, der auch Graf von Berg war. Dorthin hatte sich 1225 seine Mutter Sophie, die Schwester von Herzog Heinrich, mit den Geschwistern geflüchtet. Gräfin Sophie verstarb bereits 1226 mit dem jüngsten Kind.
Seit 1232 sind einige Quellen überliefert, nach denen sich der Erzbischof von Köln beim Papst darüber beschwert, dass er von den Verwandten und Nachkommen des Grafen Friedrich II. von Altena-Isenberg belästigt wird. Weitergehende Hinweise auf Art und Umfang dieser Ereignisse sind den Quellen nicht zu entnehmen.
Um 1240 kam es zwischen den Grafen von der Mark auf der einen und Graf Dietrich von Isenberg auf der anderen Seite zu militärischen Auseinandersetzungen um das Erbe des Grafen Friedrich von Isenberg, den Isenberger Wirren. Dietrich wurde in seinem Vorgehen und bei der politischen Durchsetzung seiner Erbansprüche von seinem Onkel Heinrich IV. von Limburg unterstützt. Dietrich beanspruchte das gesamte Territorium, den sonstigen Besitz und die Rechte seines Vaters zurück.
Vor 1242 erschien Dietrich mit zahlreichen Truppen im Gebiet der unteren Lenne und errichtete einen befestigten Stützpunkt. Vielfach wird davon ausgegangen, dass er zunächst eine damals eventuell bereits bestehende Wallburg nutzte, die heute als die Sieben Gräben bekannt ist. In ihrem Schutz ließ er die steinerne Limburg erbauen, die heute als Schloss Hohenlimburg bei Hagen fortbesteht. Die Burgenforschung geht heute davon aus, dass der heutige Standort der Burg Limburg mit dem Ort der Burggründung im 13. Jahrhundert identisch war.
Am 13. Juli 1242 übertrug Dietrich die Burg seinem Onkel und erhielt sie von ihm als bergisches Lehen zurück. Am 1. Mai 1243 folgte der Friedensvertrag zwischen Graf Dietrich und Graf Adolf I. von der Mark. Vorübergehend war Dietrich auch Burgherr der um 1241 errichteten Neuen Isenburg in Essen, auf die er 1248 verzichten musste.
Graf Dietrich erhielt 1243 die Hoch- und Gogerichtsbarkeit für einen Teil des ehemaligen väterlichen Besitzes im Gebiet der unteren Lenne. Die Gerichtshoheit erwies sich als eine entscheidende Voraussetzung für die Entwicklung des Territoriums der Grafschaft Limburg im Gebiet zwischen Ruhr, Lenne und Volme, das inmitten der Grafschaft Mark lag und im Osten an das Herzogtum Westfalen grenzte.
Beim Limburger Erbfolgestreit und der daraus resultierenden Schlacht bei Worringen im Jahr 1288 stand Dietrich auf Seiten des Kölner Erzbischofs Siegfried von Westerburg. Der Sieger der Schlacht, Herzog Johann I. von Brabant, stürmte im Nachhinein die Hohenlimburg und zwang Dietrich mit seiner Familie zur Flucht nach Styrum, wo er auf dem vorhandenen Gut den Grundstein des Schlosses Styrum legte.
Graf Dietrich begründete das Grafenhaus Limburg, nannte sich bis zu seinem Tode aber immer noch zusätzlich Graf von Isenberg. Bereits Anfang des 14. Jahrhunderts spaltete sich das Grafenhaus in die Stammlinien Limburg (ältere Linie) und Styrum auf. Von der Linie Limburg spaltete sich Mitte der zweiten Hälfte des 14. Jahrhunderts das Grafenhaus Broich ab. Während das Haus Styrum bis heute fortbesteht, starben die Linien Limburg und Broich im 15. und 16. Jahrhundert aus.

## Ehe und Nachkommen
Dietrich war verheiratet mit Adelheid von Sayn († 1297), Tochter von Graf Johann I. von Sponheim-Starkenburg und Sayn. Ihre Kinder waren:
- Heinrich
- Johann (* vor 1246; † vor 1277)
⚭ Agnes von Wildenberg
- Eberhard (* 1252; † 17. Juni 1304)
⚭ um 1289 Agnes zu Limburg (* 1273 Limbourg; † 1297), Tochter Walrams von Limburg
- Elisabeth (* vor 1253; † 1311)
⚭ Heinrich von Wildenburg
- Sophie (* vor 1253)
⚭ Bertold VI. von Büren (* vor 1284; † nach 1320)
- Adelheid (* vor 1253; † nach 1266)
⚭ Albert II. von Hoerde (* vor 1226; † nach 1266)